# Перемежко Петро Іванович
Петро Іванович Перемежко (12 (24) липня 1833, Риботин, Кролевецький повіт, Чернігівська губернія — 27 грудня 1893 (8 січня 1894) Київ) — український гістолог, професор і завідувач кафедри гістології Київського університету Святого Володимира. Зробив відкриття мітозу (незалежно від В. Флеммінга і В. Шляйхера).

## Біографія
Петро Перемежко походив зі збіднілої дворянської родини. Поступив 1845 року до Кролевецького повітового училища. Після трьох років навчання вступив до Новгород-Сіверської гімназії, яку закінчив у 1854 році із золотою медаллю. Того ж року вступив до медичного факультету Київського університету Святого Володимира.
У 1859 році закінчив університет і отримав ступінь «лікаря з відзнакою». Після випуску працював протягом трьох місяців міським лікарем у Лаїшеві Казанської губернії. У жовтні 1859 року його перевели до казанської лікарні, а восени 1861 року призначили лікарем Казанської тюрми, де він працював до липня 1865 року.
Під час перебування в Казані почав наукову роботу під керівництвом фізіолога Пилипа Овсяннікова. 17 листопада 1863 року захистив дисертацію на ступінь доктора медицини в Казанському університеті на тему «Про розвиток поперечносмугастих м'язових волокон з м'язових ядер». У квітні 1864 року нагороджений Міністерством внутрішніх справ набором анатомічних інструментів. 14 вересня 1865 року зарахований до відомства Міністерства народної освіти. А вже 17 вересня 1865 року Перемежко був відряджений за кордон на 2 роки для підготовки викладання анатомії.
Міністерство освіти фінансувало відрядження в сумі 1600 рублів на рік. Перемежко відвідав шість лабораторій у Європі. Він працював у професора Макса Шульце в Бонні, Гайнріха Фрея і Георга-Генріха Меєра в Цюриху, а також у Відні в Йозефа Гіртля, Ернста Брюкке і Саломона Штріккера.
У жовтні 1868 року зарахований приват-доцентом Казанського університету, проте одразу ж був запрошений на посаду екстраординарного професора Київського університету. З 1870 року професор, завідувач кафедри гістології, ембріології і порівняльної анатомії. У 1875-75 рр.— декан медичного факультету. У 1881—1882 рр. — голова Товариства київських лікарів. Отримав чин дійсного статського радника.
Перемежко доклав значних зусиль для організації навчання на кафедрі гістології. У лютому 1872 року він звернувся до декана з рапортом, у якому просив 1500 рублів на покращення обладнання кафедри, зокрема на купівлю мікроскопів. Університет виділив лише третину від необхідної суми.
Жив у Києві на вулиці Паньківській, 1 і на вулиці Назаріївській у будинках 20 і 22.
Помер у терапевтичній клініці Київського університету. Похований на Байковому кладовищі (в середній частині головної алеї, ліворуч від входу, у другому ряду). Могилу було зруйновано в 1966 році, а на її місці поховано ректора Київського медичного інституту Івана Алексеєнка.

## Наукова діяльність
У своїй дисертації Петро Перемежко вивчав будову і регенерацію скелетних м'язів. Під час закордонного відрядження він дослідив мікроскопічну будову щитоподібної залози (головним чином, у лабораторії Фрея). У трьох статтях він описав іннервацію залози, будову фолікулів, їх ріст у ході розвитку тварини, особливості клітин. Перемежко висловився проти поширеної тоді думки, що колоїд щитоподібної залози є результатом патологічного процесу, а також упевнено відніс цей орган до залоз внутрішньої секреції.
Також у лабораторії Фрея Перемежко вивчав клітинну структуру гіпофіза.
Досліджуючи ріст хвоста личинки тритона, відкрив і описав мітоз.
Перемежко був автором декількох розділів («Вчення про клітину», «Тканина епітелію», «Система сечових органів», частина «Системи статевих органів») у підручнику «Основи до вивчення мікроскопічної анатомії людини і тварин», який вийшов під редакцією його вчителя Філіпа Овсяннікова і гістолога Михайла Лавдовського у 1887—1888 роках.
Під керівництвом Перемежка дослідження щодо здатності нервових клітин до поділу виконав студент Федір Ломинський. Він встановив, що до поділу здатні лише нейрони личинок амфібій, але не дорослих тварин. За цю роботу студент отримав золоту медаль, а результати її було опубліковано в німецькому науковому журналі.

## Наукові публікації
- Peremeschko (1 січня 1867). Die Entwickelung der quergestreiften Muskelfasern aus Muskelkernen. Archiv für pathologische Anatomie und Physiologie und für klinische Medicin. Springer-Verlag. 27 (1-2): 116—126. doi:10.1007/BF01938520. ISSN 0720-8723.
- Peremeschko (1 березня 1867). Ueber den Bau des Hirnanhanges. Archiv für pathologische Anatomie und Physiologie und für klinische Medicin. Springer-Verlag. 38 (3): 329—342. doi:10.1007/BF01881830. ISSN 0720-8723.
- Peremeschko (1 грудня 1879). Ueber die Theilung der thierischen Zellen I. Archiv für mikroskopische Anatomie. Springer-Verlag. 16 (1): 437—457. doi:10.1007/BF02956388. ISSN 0176-7364.
- Peremeschko (1 грудня 1880). Ueber die Theilung der Thierischen Zellen II. Archiv für mikroskopische Anatomie. Springer-Verlag. 17 (1): 168—186. doi:10.1007/BF02952573. ISSN 0176-7364.